# Ломакин, Николай Андреевич
Николай Андреевич Ломакин (1913, с. Павло-Антоновка Самарской губернии (ныне Тоцкого района Оренбургской области — 3 февраля 1975, Москва) — советский общественный и партийный деятель, журналист.

## Биография

Могила Ломакина на Новодевичьем кладбище Москвы.

Родился в семье крестьян-бедняков. Окончил сельскую начальную школу. В 1923 батрачил в кулацком хозяйстве.
В 1928–1929 – помощник секретаря Павло-Антоновского сельсовета. В 1929 году вступил в комсомол. В 1929–1930 – председатель кустового рабочкома профсоюза сельскохозяйственных и лесных рабочих. Член ВКП(б) с 1931 года.
С 1932 года на комсомольской работе. В 1932–1933 – секретарь Андреевского РК ВЛКСМ.
В 1933–1935  – редактор районной газеты «За индустриализацию».
В 1935–1937 – заместитель секретаря Краснопартизанского РК ВКП(б) Чкаловской области. В 1937–1939 гг. – инструктор, затем заведующий отделом печати и издательств Чкаловского обкома ВКП(б).
Направлен в Среднюю Азию. Работал заместителем, уполномоченным комитета партийного контроля при ЦК ВКП(б) по Узбекской, затем Казахской ССР.
В 1941 был назначен вторым секретарем ЦК Компартии Узбекистана, в этой должности работал до 1949 года. Был членом ЦК Компартии Узбекистана.
В 1949—1952 — обучался в Высшей Партийной школе при ЦК ВКП(б).
В 1952—1953 — старший преподаватель Саратовской межобластной партийной школы. В 1953—1957 —- директор Саратовской межобластной партийной школы.
С 1957 года на журналистской работе. В 1957—1958 — редактор отдела, в 1958—1964 — ответственный секретарь редакции — член редколлегии, в 1964—1967 — заместитель главного редактора журнала «Партийная жизнь».
В 1967—1975 — инспектор ЦК КПСС.
Избирался депутатом Верховного Совета СССР 2 созыва — член Совета Союза (1946—1950).

## Награды
- орден Ленина
- орден Октябрьской Революции
- орден Отечественной войны 1-й степени
- орден Трудового Красного Знамени (четырежды),
- Орден «Знак Почёта»
- медали СССР

Ушёл из жизни в 1975 году. Похоронен на Новодевичьем кладбище.